# رنه اکسبریات
رنه اکسبریات (انگلیسی: René Exbrayat؛ زادهٔ ۳۰ اکتبر ۱۹۴۷) بازیکن فوتبال اهل فرانسه است.
وی همچنین در تیم ملی فوتبال فرانسه بازی کرده‌است.